# El Garrafón
El Garrafón es una localidad del municipio de Balancán ubicado en la subregión de los Ríos del estado mexicano de Tabasco.

## Geografía
La localidad se ubica a 7.6 kilómetros (en dirección sur) de la localidad de Balancán de Domínguez, la cabecera y lugar más poblado del municipio. Se sitúa en las coordenadas geográficas 17°52′18″N 91°31′08″O / 17.871667, -91.518889, a una elevación de 30 metros sobre el nivel del mar.

## Demografía
Según el Conteo de Población y Vivienda 2020, efectuado por el Instituto Nacional de Estadística y Geografía, la localidad de El Garrafón tiene 14 habitantes, de los cuales 7 son del sexo masculino y 7 del sexo femenino. Su tasa de fecundidad es de 3.2 hijos por mujer y tiene 4 viviendas particulares habitadas.
| Gráfica de evolución demográfica de El Garrafón entre 1990 y 2020 |
|                                                                   |
| INEGI.                                                            |